# Árido Movie
Árido Movie é um filme brasileiro de 2006, um drama dirigido por Lírio Ferreira.

## Sinopse
Um famoso repórter do tempo que mora em São Paulo, retorna à sua cidade-natal, no interior do nordeste, para o enterro do pai, que foi assassinado. Lá ele encontra uma parte da família que ainda não conhecia, e que lhe cobra que se vingue da morte do pai.

## Elenco
- Guilherme Weber .... Jonas
- Giulia Gam .... Soledad
- Gustavo Falcão .... Falcão
- Selton Mello .... Bob
- Mariana Lima .... Vera
- José Dumont .... Zé Elétrico
- Suyane Moreira ....Wedja
- Luiz Carlos Vasconcelos ....Jurandir
- Aramis Trindade .... Márcio Greyck
- Matheus Nachtergaele .... Salustiano
- Maria de Jesus Bacarelli .... dona Carmo
- Renata Sorrah .... Stela
- Paulo César Pereio .... Lázaro
- Magdale Alves .... Dedé
- José Celso Martinez Corrêa .... Meu Velho
- Ortinho .... Jucão
- Renato e Seus Blue Caps .... Como eles mesmo

## Principais prêmios e indicações
Grande Prêmio Cinema Brasil
- Recebeu doze indicações, nas categorias de Melhor Filme, Melhor Diretor, Melhor Ator (José Dumont), Melhor Ator Coadjuvante (Selton Mello e Aramis Trindade), Melhor Atriz Coadjuvante (Mariana Lima), Melhor Roteiro Original, Melhor Figurino, Melhor Trilha Sonora, Melhor Direção de Arte, Melhor Fotografia e Melhor Som.

Cine PE - Festival de Pernambuco
- Ganhou seis prêmios, nas categorias de Melhor Filme, Melhor Diretor, Melhor Ator Coadjuvante (Selton Mello), Melhor Fotografia, Melhor Edição e Prêmio da Crítica.

Festival de Cinema Brasileiro de Miami
- Ganhou o prêmio Lente de Cristal na categoria de Melhor Diretor.[carece de fontes?]